# Сала, Оскар
Оскар Сала (в ряде источников Зала; 18 июля 1910, Грайц (Тюрингия) — 27 февраля 2002, Берлин) — немецкий кинокомпозитор, композитор, физик и изобретатель. Один из пионеров немецкой электронной музыки.

## Биография
Родился в городе Грайц на востоке Германии в семье врача-офтальмолога Пауля Салы. Ещё подростком начал писать свои первые произведения, среди которых сонаты, вариации и фантазии для фортепиано, сонаты для скрипки и фортепиано, а также песни в сопровождении фортепиано. Концертировал как пианист в родном городе и в Лейпциге. С 1929 года учился в Берлинской Высшей музыкальной школе по классу композиции у Пауля Хиндемита. В Берлине познакомился с изобретателем траутониума Фридрихом Траутвайном. Овладев приёмами игры на инструменте, публично продемонстрировал его возможности на «Фестивале новой музыки» 30 июня 1930 года, выступив вместе с Паулем Хиндемитом и пианистом Хансом Шмидтом. 
В 1931 году в Мюнхене Оскар Сала участвовал в премьере «Концерта для траутониума и струнного оркестра» Пауля Хиндемита в качестве главного сольного исполнителя.
С 1932 по 1936 год для углубления математических и научных знаний изучал физику в Берлинском университете. В 1935 году представил усовершенствованную версию траутониума, так называемый Rundfunktrautonium. Одним из первых нововведений изобретателя была дополнительная струна на передней панели инструмента. 
Вёл ночную радиопередачу «Музыка на траутониуме» (нем. Musik auf dem Trautonium), которая длилась пятнадцать минут и пользовалась популярностью — музыка исполнялась вживую, звучали как классические композиции, так и современные произведения для траутониума. В 1938 году Сала сконструировал концертную версию инструмента (Konzerttrautonium), которая весила 400 кг.
В 1944 году композитор был призван в армию на Восточный фронт, где был тяжело ранен и направлен в военный госпиталь в Мюнстере. В июле 1945 года вернулся в Грайц. С 1949 по 1952 год работал над новой версией траутониума — Mixturtrautonium. Важным достижением стала разработка электрической схемы, которая сделала возможным управление субгармоническим рядом (нем. subharmonischer Mixturen), значительно расширив тембровый диапазон инструмента. На разработанную им схему получил патенты в Германии, Франции и США. 
К концу 1950-х годов вёл активную концертную деятельность, пропагандируя траутониум. Начиная с 1958 года работал исключительно в собственной студии в Берлине. В августе 1988 года, впервые после 30-летнего перерыва, выступил с концертом в Берлинском Зале конгрессов. Являлся почётным сенатором Берлина. Умер в ночь с 26 на 27 февраля 2002 года в Берлине.

## Творчество
Композитору принадлежит более 300 композиций, написанных для киноиндустрии, многие из них были отмечены наградами. Также его музыка использовалась во многих немецких телевизионных рекламах послевоенного периода. 
В 1961 году он познакомился с Альфредом Хичкоком. Музыка к его фильму «Птицы» принесла композитору международное признание. Написал музыку к короткометражному фильму Александра Зайлера «Изменение наклона» (In wechselndem Gefalle), в 1963 году удостоенному Золотой пальмовой ветви Каннского кинофестиваля.
Совместно с композитором Рени Гасманом является автором балета «Пеан», поставленного в 1960 году в Городской опере Западного Берлина (балетмейстер Татьяна Гзовская).
Кинокомпозитор, автор музыки в фильму «Прекрасные времена в Шпессарте» (1967).